# Euroregiunea Nistru
Euroregiunea "Nistru" a fost creată la 11 aprilie 2012, în baza unui acord al autorităților locale din Republica Moldova și Ucraina, din aceasta fac parte regiunea Vinița din Ucraina și șapte raioane din nord-estul Republicii Moldova: Dondușeni, Dubăsari, Florești, Ocnița, Rezina, Soroca și Șoldănești.
Euroregiunea reprezintă o formă de integrarea internațională ce presupune implicarea zonelor de frontieră din Europa prin eliminarea barierelor vamale și a obstacolelor din calea fluctuației forței de muncă. Autoritățile regionale din Republică Moldova și Ucraina vor avea posibilitatea de a distribui banii alocați de Comisia Europeană în cadrul a trei programe: programul tripartit operațional "România-Ucraina-Moldova" (cu un buget de 126 milioane de euro), Programul țărilor din regiunea Mării Negre pe 2007-2013 (18 milioane de dolari) și Programul de cooperare transfrontaliera din sud-estul Europei (2 milioane de euro).
Un mare accent se pune pe dezvoltarea relațiilor dintre APL și asociațiile obștești (AO) deoarece politica Europei se bazează pe colaborare eficientă pe sectorul civil, iar atragerea investițiilor prin intermediul AO.